# Chūkakushi
Chūkakushi (japanisch 中核市; wörtlich „Kernstadt/-städte“; englisch meist core city/cities) sind eine Sonderform für große kreisfreie Städte (-shi) in Japan. Sie haben im Vergleich zu gewöhnlichen kreisfreien Städten oder anderen Gemeinden mehr Verwaltungskompetenzen und übernehmen auf ihrem Territorium Teilaufgaben von der Verwaltung der jeweiligen Präfektur unter anderem bei Stadt-/Raumplanung, Sozialleistungen, Gesundheitswesen oder Umweltschutz. Die chūkakushi als Sonderform für Großstädte wurde 1996 eingeführt und rangiert im Umfang der Verwaltungskompetenz hinter den seirei shitei toshi (etwa „Großstädte durch Regierungsverordnung“, kurz seirei-shi; seit 1956) und vor den tokureishi (etwa „Ausnahmestädte“, englisch teilweise zweideutig special cities, eindeutiger auch special case cities u. ä.; 2000 eingeführt; 2015 abgeschafft).
Gesetzliche Grundlage ist Artikel 252 des chihō-jichi-hō („Gesetz über die regionale Selbstverwaltung“). Gesetzliche Voraussetzung für die Ernennung einer chūkakushi ist heute eine Einwohnerzahl von mindestens 200.000. Vor 2014 betrug die erforderliche Einwohnerzahl 300.000, darüber hinaus gab es vor 2006 auch Anforderungen an die Fläche und vor 1999 an die Tagesbevölkerung einer Stadt. Nach der Abschaffung der „Ausnahmestädte“ konnten in einer Übergangszeit bis zum 31. März 2020 auch Städte unter 200.000 Einwohnern zur chūkakushi ernannt werden.
Das Verfahren zur Ernennung beginnt auf Initiative des Bürgermeisters mit Beratungen im Stadtparlament, anschließend gibt das Parlament der Präfektur, in der die betreffende Stadt liegt, durch einen vom Gouverneur einzubringenden Beschlussentwurf ihre Zustimmung. Nach Antrag an die Staatsregierung (und Konsultation betroffener Ministerien und Behörden) beschließt das Kabinett die vom Innenminister (sōmudaijin; wörtlich „Minister für allgemeine Angelegenheiten“; englisch „Minister für innere Angelegenheiten und Kommunikation“) entworfene Regierungsverordnung (seirei) zur Ernennung zur chūkakushi.

## Liste
Die derzeit 62 sowie die ehemaligen (schattiert) chūkakushi sind im Einzelnen (Stand: 1. April 2023):
| Präfektur (-to/-dō/-fu/-ken) | N→ S | Stadt (-shi)   | chūkakushi seit/[von] | [bis]                                   | Einwohnerzahl bei Ernennung |
| ---------------------------- | ---- | -------------- | --------------------- | --------------------------------------- | --------------------------- |
| Tochigi                      |      | Utsunomiya     | 1. Apr. 1996          | –                                       | 426.795                     |
| Niigata                      |      | Niigata        | 1. Apr. 1996          | 1. Apr. 2007 (Aufwertung zur seireishi) | 486.097                     |
| Toyama                       |      | Toyama (alt)   | 1. Apr. 1996          | 1. Apr. 2005 (Eingemeindung)            | 321.254                     |
| Ishikawa                     |      | Kanazawa       | 1. Apr. 1996          | –                                       | 442.868                     |
| Gifu                         |      | Gifu           | 1. Apr. 1996          | –                                       | 410.324                     |
| Shizuoka                     |      | Shizuoka (alt) | 1. Apr. 1996          | 1. Apr. 2003 (Eingemeindung)            | 472.196                     |
| Shizuoka                     |      | Hamamatsu      | 1. Apr. 1996          | 1. Apr. 2007 (Aufwertung zur seireishi) | 547.875                     |
| Osaka                        |      | Sakai          | 1. Apr. 1996          | 1. Apr. 2006 (Aufwertung zur seireishi) | 807.765                     |
| Hyōgo                        |      | Himeji         | 1. Apr. 1996          | –                                       | 454.460                     |
| Okayama                      |      | Okayama        | 1. Apr. 1996          | 1. Apr. 2009 (Aufwertung zur seireishi) | 593.730                     |
| Kumamoto                     |      | Kumamoto       | 1. Apr. 1996          | 1. Apr. 2012 (Aufwertung zur seireishi) | 579.306                     |
| Kagoshima                    |      | Kagoshima      | 1. Apr. 1996          | –                                       | 454.460                     |
| Akita                        |      | Akita          | 1. Apr. 1997          | –                                       | 312.035                     |
| Fukushima                    |      | Kōriyama       | 1. Apr. 1997          | –                                       | 326.831                     |
| Wakayama                     |      | Wakayama       | 1. Apr. 1997          | –                                       | 393.951                     |
| Nagasaki                     |      | Nagasaki       | 1. Apr. 1997          | –                                       | 438.724                     |
| Ōita                         |      | Ōita           | 1. Apr. 1997          | –                                       | 426.981                     |
| Aichi                        |      | Toyota         | 1. Apr. 1998          | –                                       | 341.079                     |
| Hiroshima                    |      | Fukuyama       | 1. Apr. 1998          | –                                       | 374.517                     |
| Kōchi                        |      | Kōchi          | 1. Apr. 1998          | –                                       | 321.999                     |
| Miyazaki                     |      | Miyazaki       | 1. Apr. 1998          | –                                       | 300.068                     |
| Fukushima                    |      | Iwaki          | 1. Apr. 1999          | –                                       | 360.598                     |
| Nagano                       |      | Nagano         | 1. Apr. 1999          | –                                       | 358.516                     |
| Aichi                        |      | Toyohashi      | 1. Apr. 1999          | –                                       | 352.982                     |
| Kagawa                       |      | Takamatsu      | 1. Apr. 1999          | –                                       | 331.004                     |
| Hokkaidō                     |      | Asahikawa      | 1. Apr. 2000          | –                                       | 360.568                     |
| Ehime                        |      | Matsuyama      | 1. Apr. 2000          | –                                       | 460.968                     |
| Kanagawa                     |      | Yokosuka       | 1. Apr. 2001          | –                                       | 432.193                     |
| Nara                         |      | Nara           | 1. Apr. 2002          | –                                       | 366.196                     |
| Okayama                      |      | Kurashiki      | 1. Apr. 2002          | –                                       | 430.239                     |
| Saitama                      |      | Kawagoe        | 1. Apr. 2003          | –                                       | 330.766                     |
| Chiba                        |      | Funabashi      | 1. Apr. 2003          | –                                       | 550.074                     |
| Kanagawa                     |      | Sagamihara     | 1. Apr. 2003          | 1. Apr. 2010 (Aufwertung zur seireishi) | 550.074                     |
| Shizuoka                     |      | Shizuoka (neu) | 1. Apr. 2003          | 1. Apr. 2005 (Aufwertung zur seireishi) | 706.513                     |
| Aichi                        |      | Okazaki        | 1. Apr. 2003          | –                                       | 336.583                     |
| Osaka                        |      | Takatsuki      | 1. Apr. 2003          | –                                       | 357.438                     |
| Toyama                       |      | Toyama (neu)   | 1. Apr. 2005          | –                                       | 420.804                     |
| Osaka                        |      | Higashiōsaka   | 1. Apr. 2005          | –                                       | 515.094                     |
| Hokkaidō                     |      | Hakodate       | 1. Okt. 2005          | –                                       | 305.311                     |
| Yamaguchi                    |      | Shimonoseki    | 1. Okt. 2005          | –                                       | 301.097                     |
| Aomori                       |      | Aomori         | 1. Okt. 2006          | –                                       | 311.508                     |
| Iwate                        |      | Morioka        | 1. Apr. 2008          | –                                       | 300.746                     |
| Chiba                        |      | Kashiwa        | 1. Apr. 2008          | –                                       | 380.963                     |
| Hyōgo                        |      | Nishinomiya    | 1. Apr. 2008          | –                                       | 465.337                     |
| Fukuoka                      |      | Kurume         | 1. Apr. 2008          | –                                       | 306.434                     |
| Gunma                        |      | Maebashi       | 1. Apr. 2009          | –                                       | 318.584                     |
| Shiga                        |      | Ōtsu           | 1. Apr. 2009          | –                                       | 323.719                     |
| Hyōgo                        |      | Amagasaki      | 1. Apr. 2009          | –                                       | 462.647                     |
| Gunma                        |      | Takasaki       | 1. Apr. 2011          | –                                       | 364.919                     |
| Osaka                        |      | Toyonaka       | 1. Apr. 2012          | –                                       | 389.341                     |
| Okinawa                      |      | Naha           | 1. Apr. 2013          | –                                       | 315.954                     |
| Osaka                        |      | Hirakata       | 1. Apr. 2014          | –                                       | 407.978                     |
| Saitama                      |      | Koshigaya      | 1. Apr. 2015          | –                                       | 326.313                     |
| Tokio                        |      | Hachiōji       | 1. Apr. 2015          | –                                       | 580.053                     |
| Hiroshima                    |      | Kure           | 1. Apr. 2016          | –                                       | 239.973                     |
| Nagasaki                     |      | Sasebo         | 1. Apr. 2016          | –                                       | 261.101                     |
| Aomori                       |      | Hachinohe      | 1. Jan. 2017          | –                                       | 231.379                     |
| Fukushima                    |      | Fukushima      | 1. Apr. 2018          | –                                       | 294.247                     |
| Saitama                      |      | Kawaguchi      | 1. Apr. 2018          | –                                       | 578.112                     |
| Osaka                        |      | Yao            | 1. Apr. 2018          | –                                       | 268.800                     |
| Hyōgo                        |      | Akashi         | 1. Apr. 2018          | –                                       | 293.409                     |
| Tottori                      |      | Tottori        | 1. Apr. 2018          | –                                       | 193.717                     |
| Shimane                      |      | Matsue         | 1. Apr. 2018          | –                                       | 206.230                     |
| Yamagata                     |      | Yamagata       | 1. Apr. 2019          | –                                       | 253.832                     |
| Fukui                        |      | Fukui          | 1. Apr. 2019          | –                                       | 265.904                     |
| Yamanashi                    |      | Kōfu           | 1. Apr. 2019          | –                                       | 193.125                     |
| Osaka                        |      | Neyagawa       | 1. Apr. 2019          | –                                       | 237.518                     |
| Ibaraki                      |      | Mito           | 1. Apr. 2020          | –                                       | 270.783                     |
| Osaka                        |      | Suita          | 1. Apr. 2020          | –                                       | 374.468                     |
| Nagano                       |      | Matsumoto      | 1. Apr. 2021          | –                                       | 243.293                     |
| Aichi                        |      | Ichinomiya     | 1. Apr. 2021          | –                                       | 380.868                     |

Anmerkungen:
1. ↑  ermöglicht Sortierung nach Präfekturen von Nord nach Süd in der in Japan üblichen Reihenfolge, siehe auch ISO 3166-2 und Japanischer Gemeindeschlüssel
2. ↑  nach der jeweils aktuellen Volkszählung in den jeweils aktuellen Grenzen

## Kandidatenstädte
Derzeit (Stand: April 2023) gibt es zwölf Städte, die die Ernennung zur „Kernstadt“ anstreben:
| Präfektur (-to/-ken) | Stadt (-shi) |
| -------------------- | ------------ |
| Ibaraki              | Tsukuba      |
| Saitama              | Tokorozawa   |
| Saitama              | Kasukabe     |
| Saitama              | Sōka         |
| Chiba                | Ichikawa     |
| Tokio                | Machida      |
| Kanagawa             | Fujisawa     |
| Shizuoka             | Fuji         |
| Aichi                | Kasugai      |
| Mie                  | Tsu          |
| Mie                  | Yokkaichi    |
| Saga                 | Saga         |